# ألومينوسيليكات الكالسيوم
 ألومينوسيليكات كالسيوم  مركب كيميائي له الصيغة CaAl2Si2O8، ينتمي لمجموعة ألومينوسيليكات. يرمز له اختصاراً CAS. يتوافر طبيعياً ويكون على شكل غضار (طين).

## الوفرة الطبيعية
يتواجد ألومينوسيليكات الكالسيوم في الطبيعة على شكل فلز الأنورثيت.

## الخواص
يتميز ألومينوسيليكات الكالسيوم بخواصه المضادة للإسهال، خاصة في مجال معالجة السرطان، حيث يمتص عقارات العلاج الكيميائي ونواتج استقلابها.

## الاستخدامات
- يعد ألومينوسيليكات الكالسيوم من المضافات الغذائية له رقم الإي "E556".
- يستعمل ألومينوسيليكات الكالسيوم في مجال الطب البيطري لعلاج الإسهال المستعصي عند الكلاب المصابة بالسرطان.[3] كما يستعمل مجال الدواجن من أجل امتصاص الذيفانات المرافقة للعلف الملوث بالأفلاتوكسين.[4]
- يدخل ألومينوسيليكات الكالسيوم في صناعة أنواع خاصة من الزجاج. أظهرت الدراسات أن لزجاج ألومينوسيليكات الكالسيوم معامل مرونة أكبر منه لزجاج السيليكا.[5]
- يستعمل ألومينوسيليكات الكالسيوم المحضر صناعياً (SCAS) من أجل تثبيت المخلفات الإشعاعية.[6]